# Phyllocycla medusa
Phyllocycla medusa – gatunek ważki z rodziny gadziogłówkowatych (Gomphidae).